# Cod roșu în Serviciile Secrete
Cod roșu în Serviciile Secrete (titlul original în engleză : Angel Has Fallen) este un film de acțiune american, avându-i ca protagoniști pe Gerard Butler, Morgan Freeman și Jada Pinkett Smith. Este continuarea filmului Cod roșu la Londra.

## Distribuție
- Gerard Butler – Mike Banning
- Morgan Freeman – președintele Allan Trumbull
- Danny Huston – Wade Jennings
- Michael Landes – Sam Wilcox
- Tim Blake Nelson – vicepreședinte Martin James Kirby
- Nick Nolte – Clay Banning
- Piper Perabo – Leah Banning
- Jada Pinkett Smith – agenta Helen Thompson
- Lance Reddick – David Gentry
- Chris Browning – James Haskell
- Frederick Schmidt – Travis Cole
- Joseph Millson – agentul Ramirez
- Sapir Azulay – agentul Peterson
- Ori Pfeffer – agentul Murphy
- Brendan Kelly – camionagiul